# Магистрала 101 на САЩ
Магистрала 101 на САЩ, накратко магистрала 101 или просто 101 (U.S. Highway 101, U.S. 101 или 101), е магистрала, част от Магистралната система на Съединените щати, преминаваща по Западното крайбрежие на САЩ.
Магистрала 101 е една от основните магистрали в района на Санфранциския залив.
Магистрала 101 е дълга 2464 km и се експлоатира от 1926 г.

## Щати
Щати, през които преминава магистрала 101:
- Вашингтон
- Калифорния
- Орегон